# Raimondo Recrosio
Raimondo Recrosio (Vercelli, 1º ottobre 1657 – Bolena, 21 maggio 1732) è stato un vescovo cattolico italiano.

## Biografia
Abbracciò la vita religiosa tra i barnabiti prendendo il nome di Raimondo in luogo di quello secolare di Filippo.
Dal 1680 al 1699 fu insegnante di teologia e filosofia nel collegio Chappuy di Annecy; fu poi assegnato alla comunità barnabita di Thonon-les-Bains e destinato alla predicazione delle missioni popolari nel Chiablese. Nel 1716 fu nominato superiore della comunità di Vercelli, dove fondò case per ritiri ed esercizi.
Nel 1727 fu eletto vescovo di Nizza, diocesi vacante da un ventennio per alcune controversie tra il re di Sardegna e la Santa Sede.
Celebrò un sinodo diocesano ed eresse il seminario.
Morto nel 1732, fu sepolto sepolto nella chiesa di San Cristoforo a Vercelli. A Nizza e a Vercelli furono avviate inchieste in vista di un processo di beatificazione.
Lasciò numerose opere. Sono frutto della sua esperienza come predicatore di missioni ed esercizi: Sentiments de componction (Lione, 1709); Instructions chrétiennes à l'usage des missions des clercs réguliers de S. Paul (Annecy, 1712); Retraîte spirituelle de dix jours sur les principaux devoirs des chrétiens (Avignone, 1713). Il suo lavoro maggiore è Ordo amoris, seu Teologia ethico-theorica. Ex maximo et primo dilectionis mandato noua metodo disposita, in due volumi (Milano, 1719-1722).

## Genealogia episcopale
La genealogia episcopale è:
- Cardinale Scipione Rebiba
- Cardinale Giulio Antonio Santori
- Cardinale Girolamo Bernerio, O.P.
- Arcivescovo Galeazzo Sanvitale
- Cardinale Ludovico Ludovisi
- Cardinale Luigi Caetani
- Cardinale Ulderico Carpegna
- Cardinale Paluzzo Paluzzi Altieri degli Albertoni
- Papa Benedetto XIII
- Cardinale Pierre Guérin de Tencin
- Vescovo Raimondo Recrosio, B.